# برازو ریور
برازو ریور (به انگلیسی: Brazeau River) رودخانه‌ای است که در کانادا جریان دارد.